# Baldachinaltar eines Nürnberger Meisters

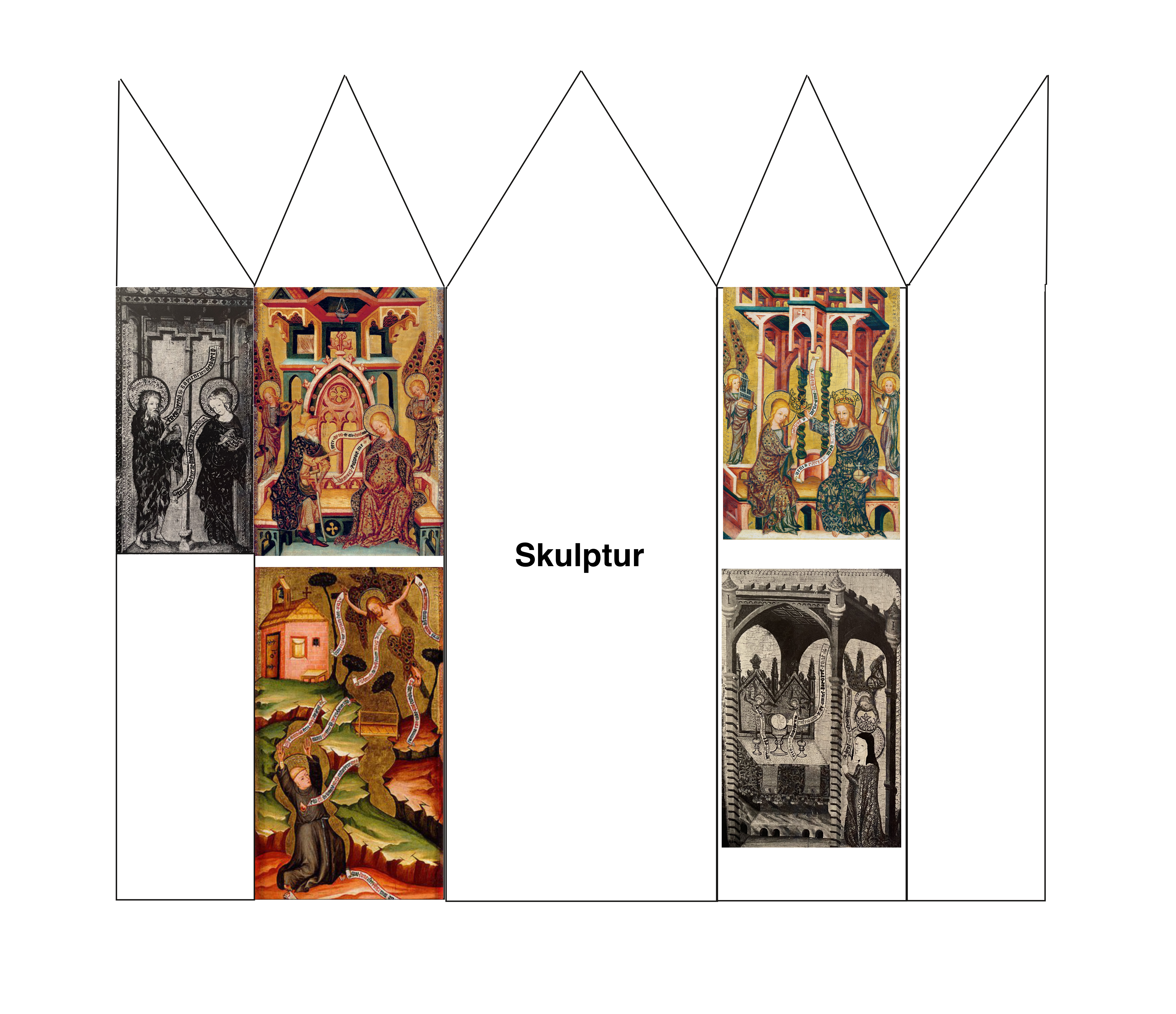
Rekonstruktion der Innenseite des aufgeklappten Altars, die Bezeichnungen linker und rechter Flügel beziehen sich auf diese Ansicht.

Der Baldachinaltar eines Nürnberger Meisters ist ein in Fragmenten überliefertes hochgotisches Altarretabel. Er wurde um 1350/60 geschaffen und war vermutlich für das Nürnberger Klarissenkloster St. Klara bestimmt. Der Altar ist in fünf Fragmenten überliefert, wobei es sich wohl um die beiden Seitentafeln und einen Teil des linken vorderen Flügels handelt. Die Altarflügel sind mindestens einen Meter hoch gewesen und die Seitenflügel 27 cm breit. Der Altar wurde zu einem späteren Zeitpunkt, möglicherweise 1806 bei der Veräußerung des Klosterbesitzes oder später zerlegt und in verschiedene Sammlungen verstreut, wobei eine große Menge verschwunden bleibt. Der Zusammenhang der Tafeln zu einem Altar wurde erst durch die kunsthistorische Forschung wieder bekannt. Die Anordnung der Tafeln konnte 2002 von Stephan Kemperdick plausibel rekonstruiert werden.

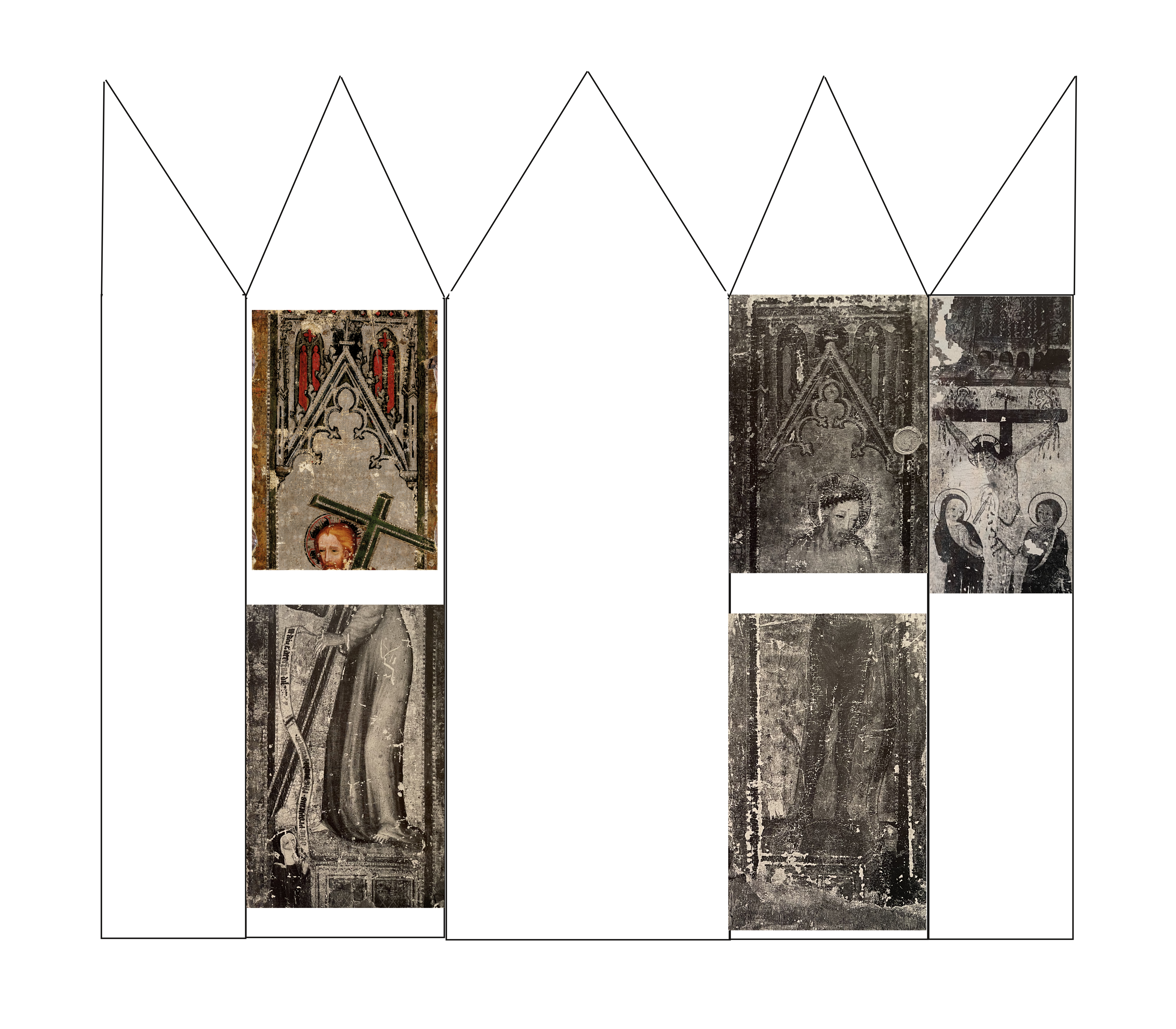
Rekonstruktion der Außenseite des aufgeklappten Altars. Die zwei äußeren Flügel sind im zugeklappten Zustand die Vorderseite.

Die noch existierenden Fragmente des Altars sind Die Krönung Mariens / Kreuztragender Christus im Städelsches Kunstinstitut in Frankfurt (Inv. SG 443; rechter Flügel, oben), Der heiligen Klara erscheint das Christuskind in einer Hostie / Kreutragender Christus in schottischem Privatbesitz (rechter Flügel, unten), Josef erkennt in Maria die Mutter Gottes / Schmerzensmann in der Sammlung der Staatlichen Museen Preußischer Kulturbesitz in Berlin (Inv. 1216; linker Flügel, oben), Stigmatisation des heiligen Franziskus / Schmerzensmann im Deutschen Historischen Museum in Berlin (linker Flügel, unten), sowie Johannes der Täufer und Johannes der Evangelist / Kreuzigung ehemals in der Sammlung Harry Fuld in Frankfurt (heute verschollen; ganz linker Flügel, oben).

## Beschreibung

### Innenseite
An eine zentrale Skulptur, die vor einer Rückwand stand, waren zwei Flügel links und rechts angebracht, die nach vorne geklappt werden konnten, um die Figur seitlich einzuschließen. An diesen Flügeln war erneut je ein Flügel angebracht, die im zusammengeklappten Zustand die Front des Altars bildeten. Im zusammengeklappten Zustand war die Figur völlig eingeschlossen. Über der Skulptur, bei der es sich vermutlich um eine Madonnenskulptur handelte, war ein Baldachin angebracht und sie stand auf einem rechteckigen, etwas breiter als tieferen Podest. Baldachin und Podest schlossen die Skulptur von oben und unten ein und boten den Tafeln einen Anschlag im zusammengeklappten Zustand.
Die beiden äußeren Flügel zeigten auf ihrer Innenseite vermutlich je vier Heilige, die in zwei Reihen mit je zwei Heiligen angeordnet waren. Das einzige überlieferte Fragment davon ist die Darstellung von Johannes dem Täufer und Johannes dem Evangelisten. Allerdings ist diese Tafel, die sich im Besitz des zu NS-Zeiten enteigneten, jüdischen Industriellen Harry Fuld befand, seit dem Zweiten Weltkrieg verschollen. Sie liegt allerdings in einer Schwarz-Weiß-Abbildung vor. Links ist Johannes der Täufer mit einem Lamm auf dem rechten Arm dargestellt und einem Spruchband, welches von seinem Kopf über den des anderen Johannes führt. Das Spruchband Johannes des Täufers lautet „tu es archa sapiencie drinitatis“. Rechts steht Johannes der Evangelist mit einem Buch in der Hand, in welches er mit seiner Rechten schreibt. Von ihm geht ein Spruchband zu den Füßen des anderen Johannes. Die beiden Heiligen stehen unter einem Vordach, welches von Balken gehalten wird und mit Ziegeln gedeckt ist.
Die beiden inneren Flügel zeigen jeweils im oberen Bildfeld eine Szene aus dem Leben Marias und im unteren Bildfeld eine Szene aus dem Leben von Heiligen. Auf dem linken Flügel oben ist die Szene dargestellt, in der Josef in Maria die Muttergottes erkennt. Josef steht links, einen Wanderstab in der linken Hand und die Rechte zu Maria gestreckt. Von Maria geht ein Spruchband zu Josef mit der Inschrift „dominus possedit me“ (deutsch Der Herr hat mich schon gehabt [im Anfang] (Spr 8,22 )). Josef antwortet ihr „vere apud te es fons vide [= vitae]“ (deutsch Denn bei dir ist die Quelle des Lebens (Ps 35,10 )) Über den beiden ist eine aufwendige, fantastische Architektur als Baldachin zu erkennen, diese ist wohl oben abgeschnitten. Links und rechts von ihnen spielen Engel mit Flügeln aus Pfauenfedern Rebec. 
Auf dem rechten Flügel im oberen Bildfeld ist die Krönung Marias dargestellt. Maria sitzt links und hält ein Spruchband mit der Inschrift „dileldus meus ame loquidur“ (= „dilectus ad me loquitur“, deutsch Mein Geliebter hebt an und spricht zu mir (Hld 2,10 )). Jesus hält in der linken Hand den Globus cruciger und in der Rechten die Krone, die er gerade Maria aufsetzt. Von seinem Mund Richtung Maria kommt ein Spruchband mit der Aufschrift „veni electa mea“ (deutsch Steh auf, meine Freundin, meine Schöne, so komm doch! (Hld 2,10 )). Sie sitzen vor einer aufwendigen Architektur, auf der links und rechts von ihnen zwei Engel stehen, der linke spielt eine Portativorgel, während der rechte Psalterium spielt.
Die untere Szene des linken Flügels zeigt die Stigmatisation des Heiligen Franziskus. Franziskus steht, mit den Händen in die Höhe gestreckt, auf einer felsigen Landschaft mit einer Kapelle im Hintergrund. Oben rechts im Bild erscheint ihm ein gekreuzigter Mann als Seraph. Franziskus Wunden sind rechts von seinem Bauch zu sehen sowie an seinen Händen. Von Franziskus gehen fünf Spruchbänder aus, wobei zwei davon durch die Beschneidung der Tafel unten unvollständig sind. Vom Seraph gehen vier Spruchbänder aus.

Auf dem rechten Flügel unten ist die Legende der heiligen Klara dargestellt, der in einer Hostie das Christuskind erschien. Die heilige Klara steht rechts unter einer pavillonartigen Architektur, während ein Engel ihr eine Krone von oben auf den Kopf setzt. Sie betet zu einem Altar, der mit einem aufwendigen Retabel geschmückt ist. Zwischen zwei Kerzenleuchtern auf dem Altar steht eine Hostie in einem Kelch mit dem Bildnis des Jesuskindes. Über dem Hostienkelch fliegen zwei kleine Engel. Von den Engeln, Klara und der Hostie geht je ein Spruchband aus.

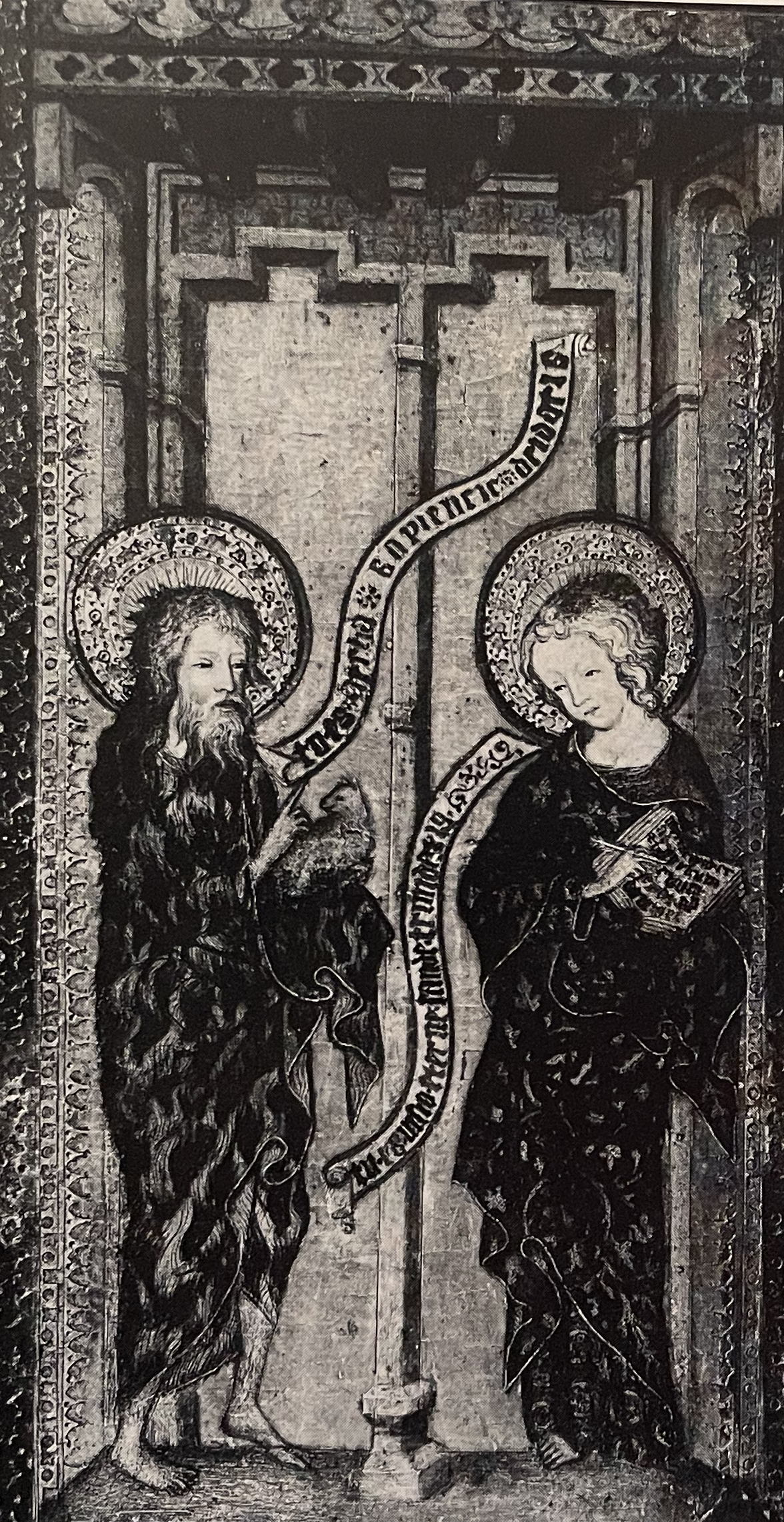
Johannes der Täufer und Johannes der Evangelist
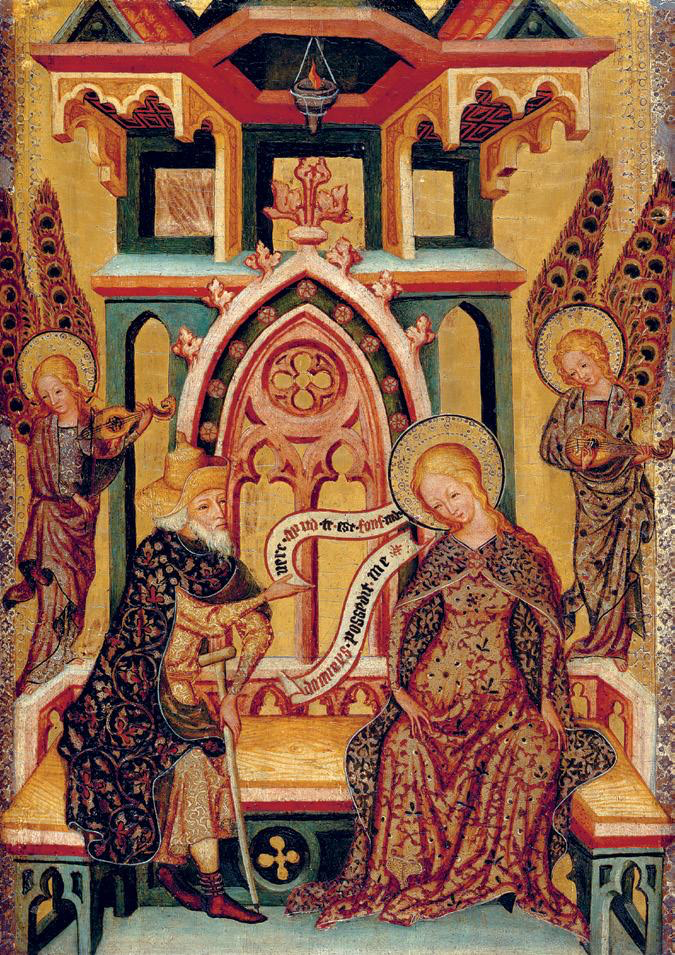
Josef erkennt in Maria die Mutter Gottes
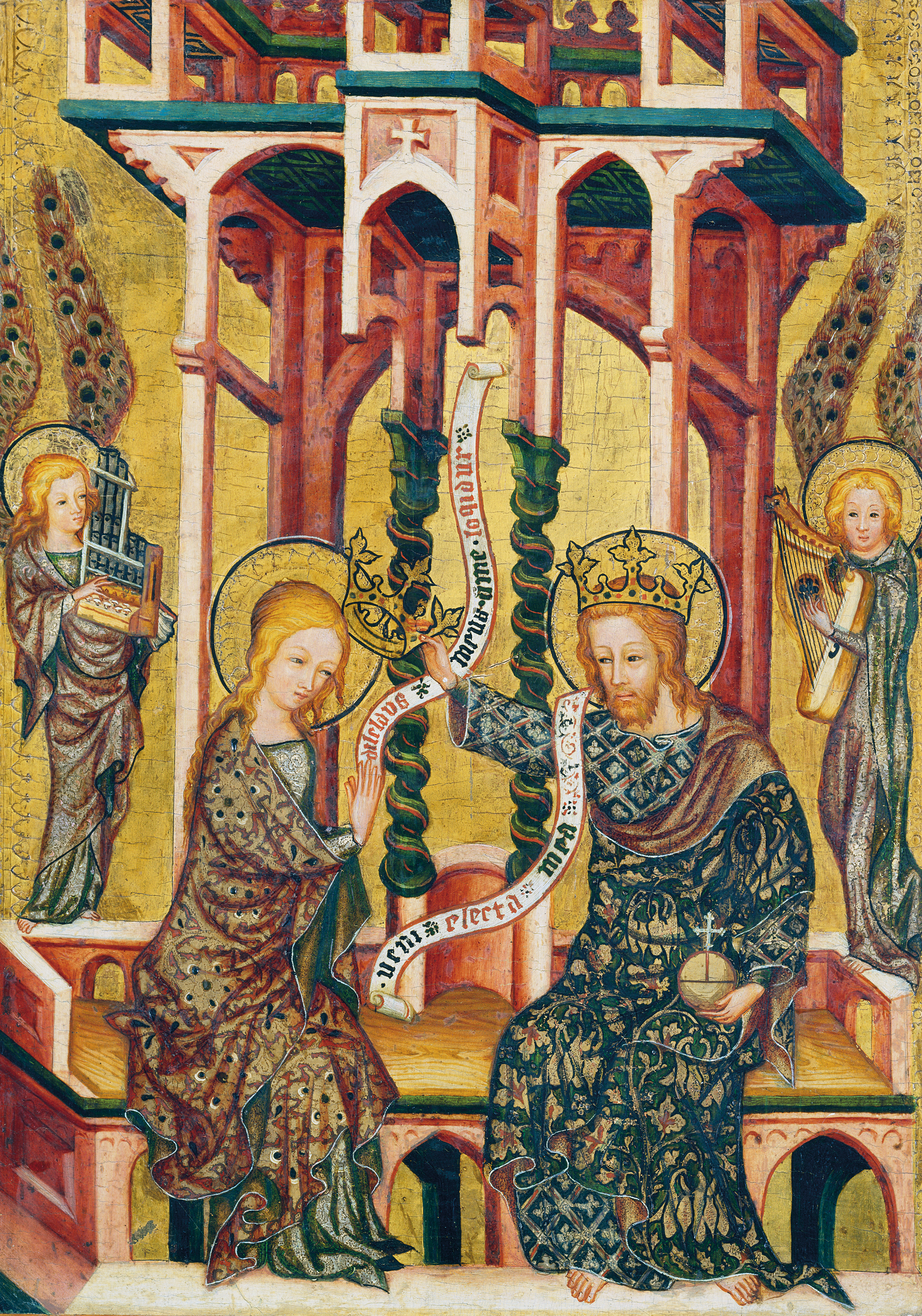
Marienkrönung
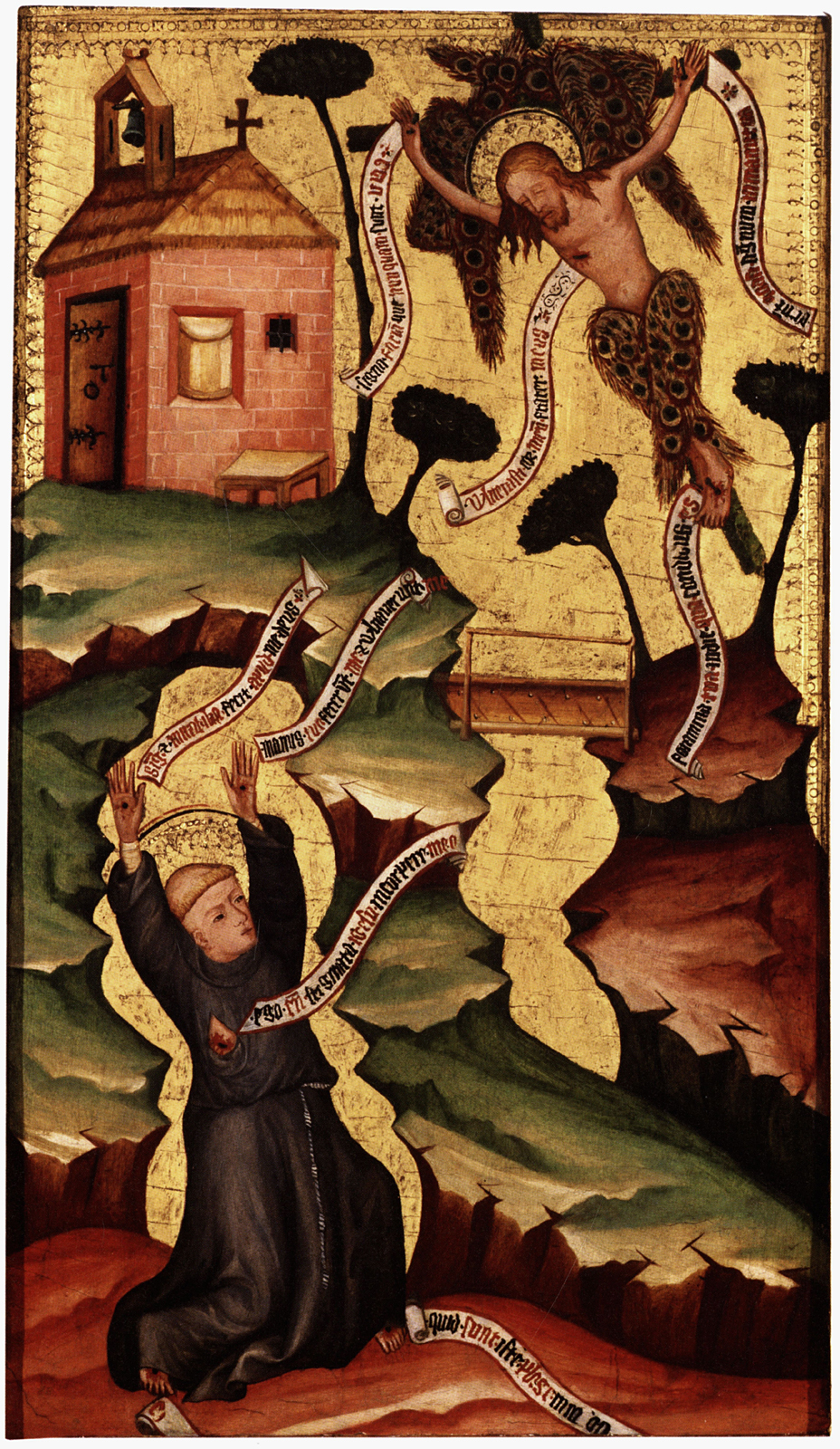
Stigmatisation des hl. Franziskus
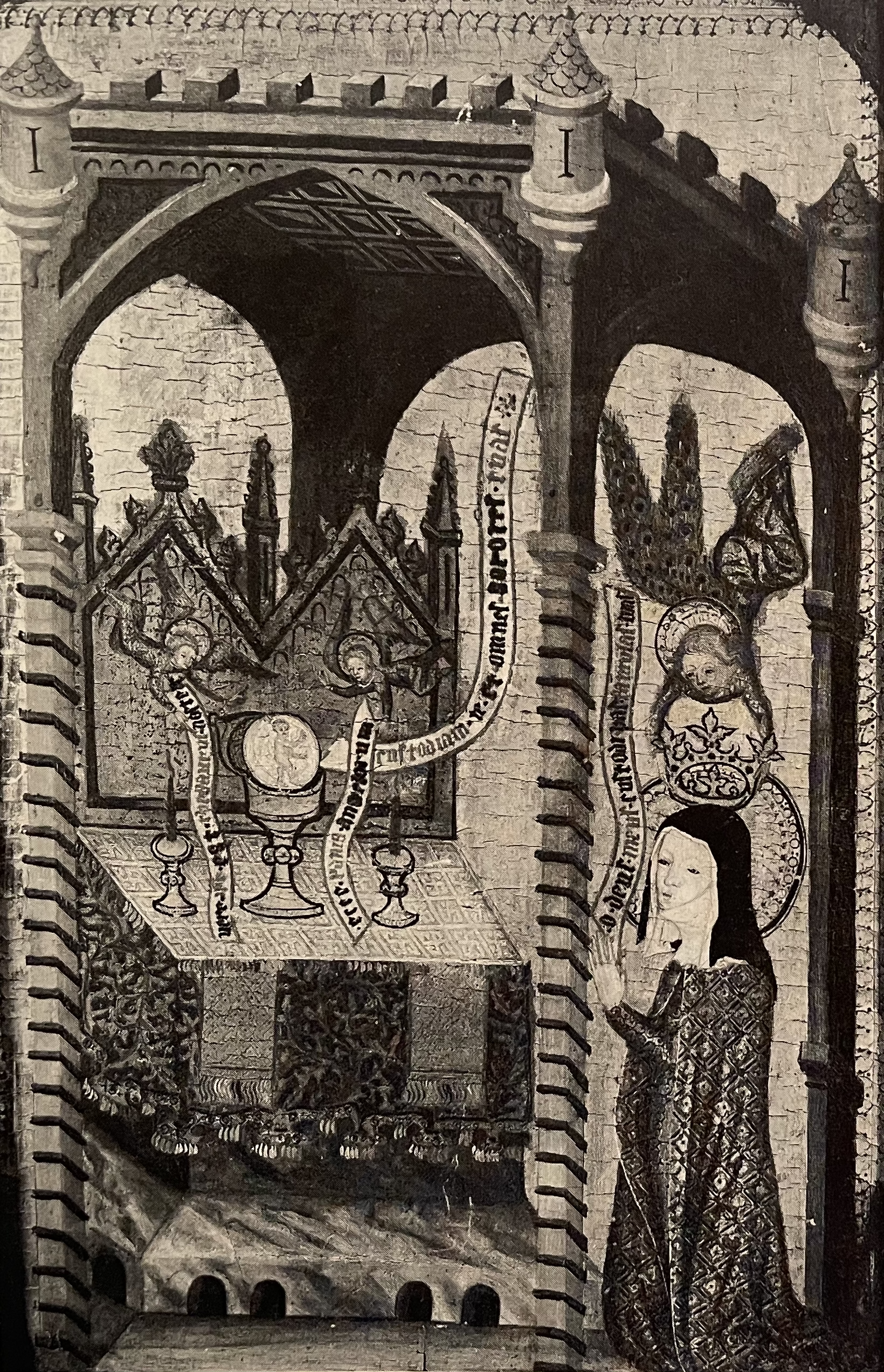
Der hl. Klara erscheint das Christuskind in einer Hostie

### Außenseite
An der Außenseite, die in zugeklapptem Zustand die Front bildet, waren möglicherweise sechs Szenen zu sehen. Das Bildprogramm kann nicht mehr rekonstruiert werden, sind doch die Kreuzigungsszene und eine fragmentarische Szene direkt über dieser, die allerdings nicht identifiziert werden kann, der einzige erhaltene Rest der äußeren Flügel. Bemerkenswert ist die qualitativ deutlich schlechtere Malerei, die vermutlich von einem anderen Künstler ausgeführt wurde. Der Grund dafür ist unklar.
An den Seiten des Altars, hier wieder vom gleichen Meister wie die Szenen der Innenseite gemalt, sind jeweils zwei über den gesamten Altar gehende Bilder mit Ganzfiguren Christi. Auf der linken Seite (von vorne betrachtet) ist Christus als Schmerzensmann dargestellt, auf der rechten Seite die Kreuztragung. Beide Szenen werden von identischem gotischem Zierwerk gekrönt.

In nachfolgender Galerie sind die Tafeln in der Reihenfolge gezeigt, wie sie auch oben in der Galerie der Innenseiten angezeigt werden, um die Zugehörigkeit von Vorder- und Rückseiten verständlich zu machen.

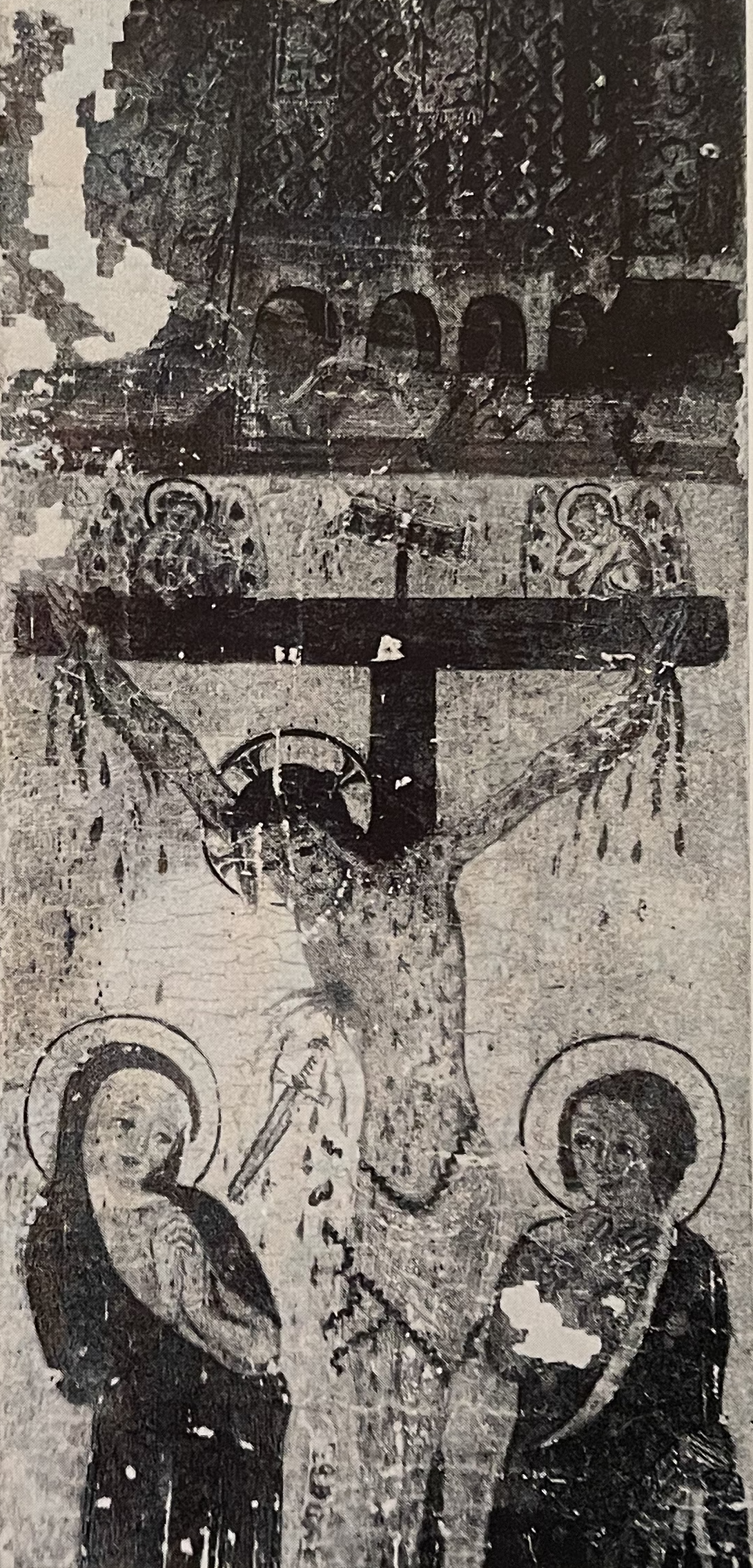
Kreuzigung und eine weitere Szene
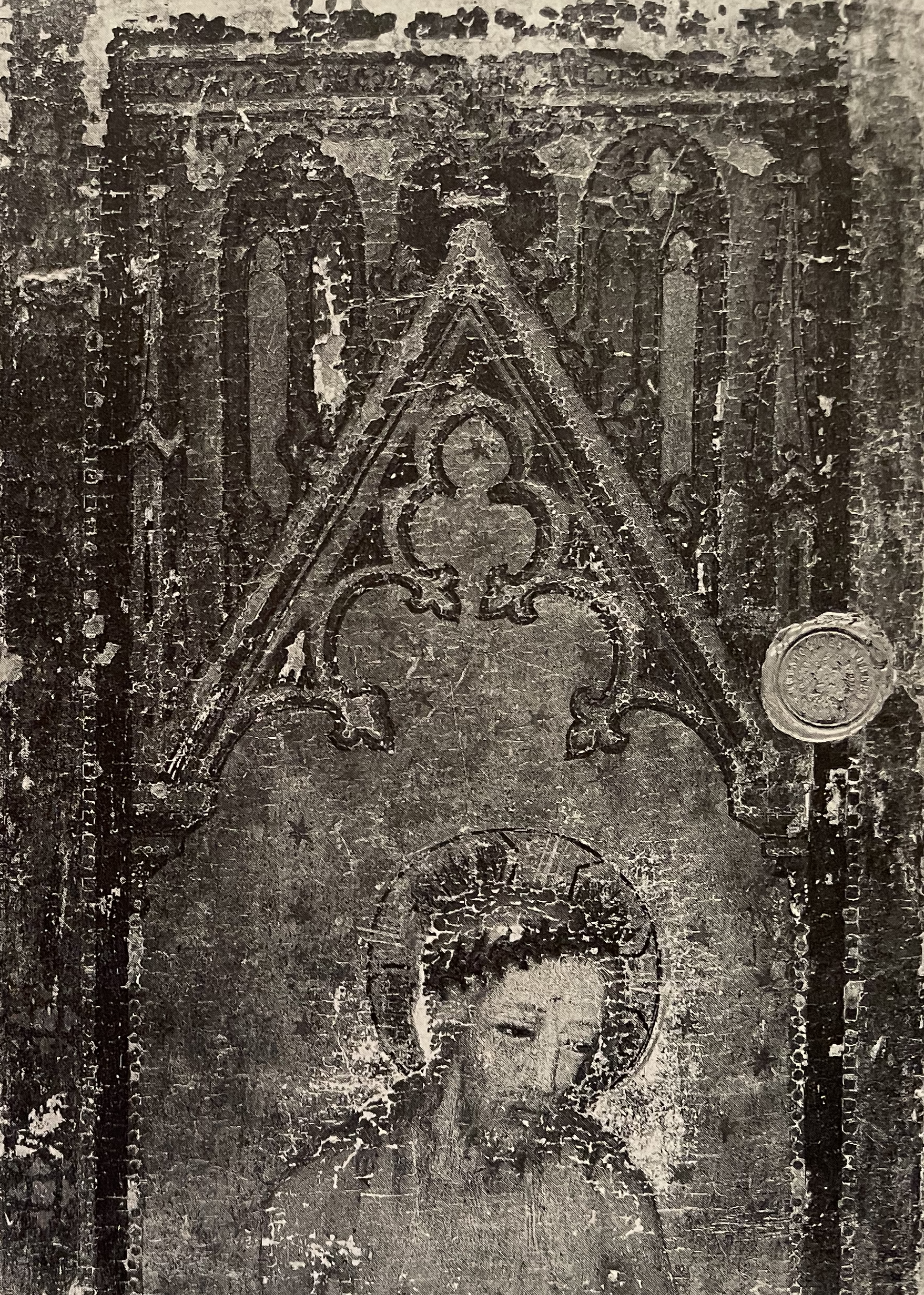
Schmerzensmann, obere Hälfte
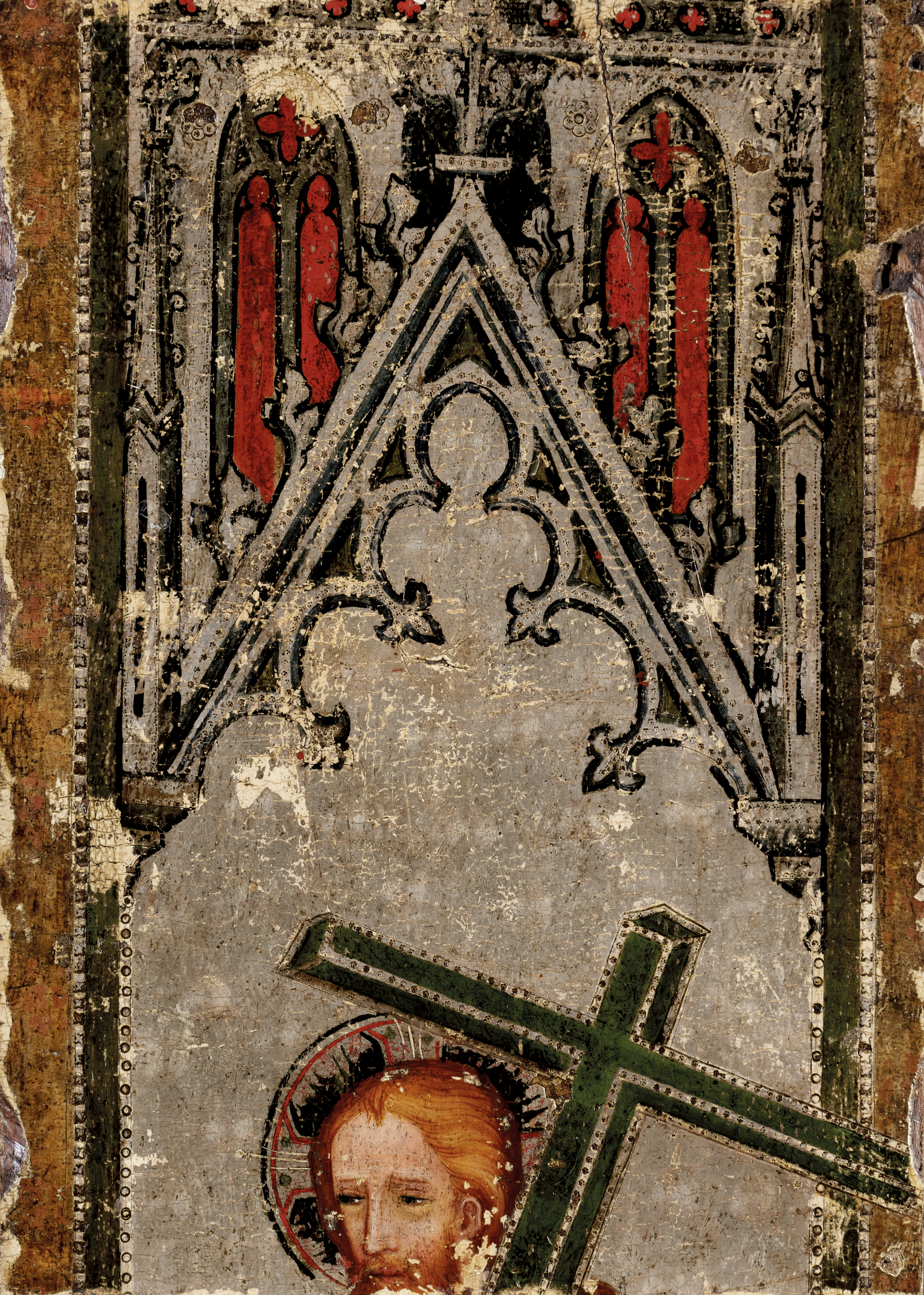
Kreuztragender Christus, obere Hälfte
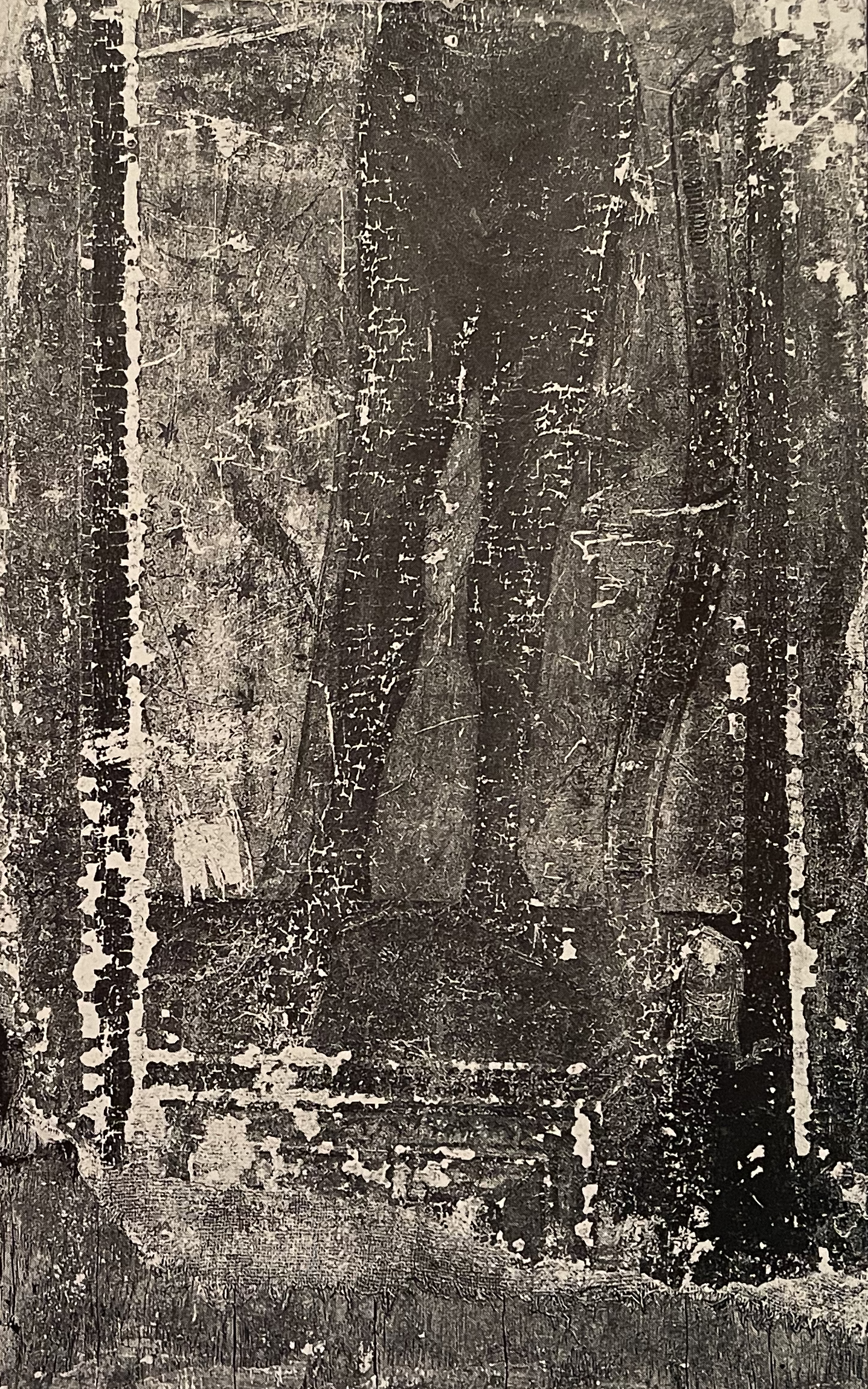
Schmerzensmann, untere Hälfte
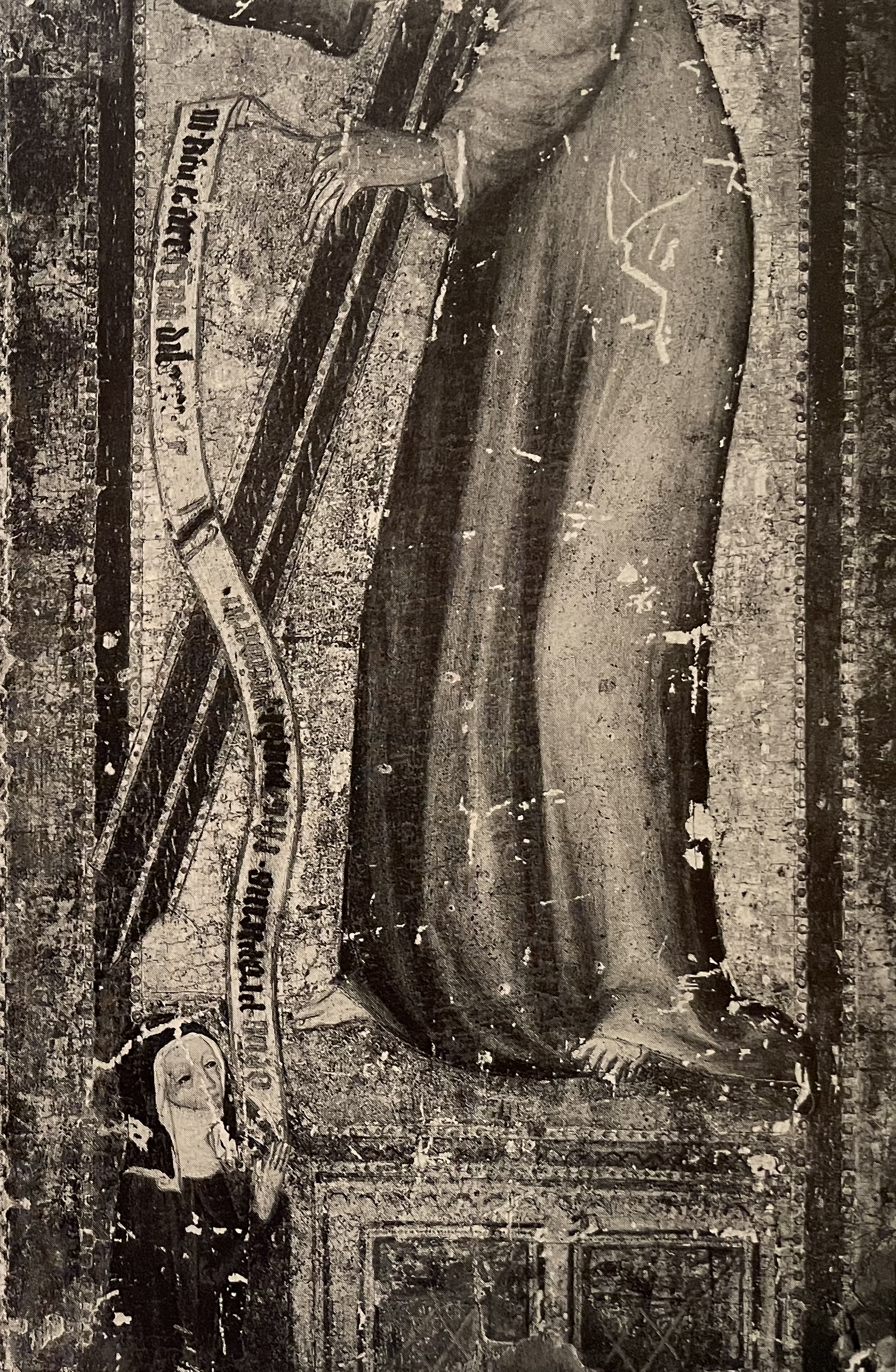
Kreuztragender Christus, untere Hälfte

## Stil und Einflüsse

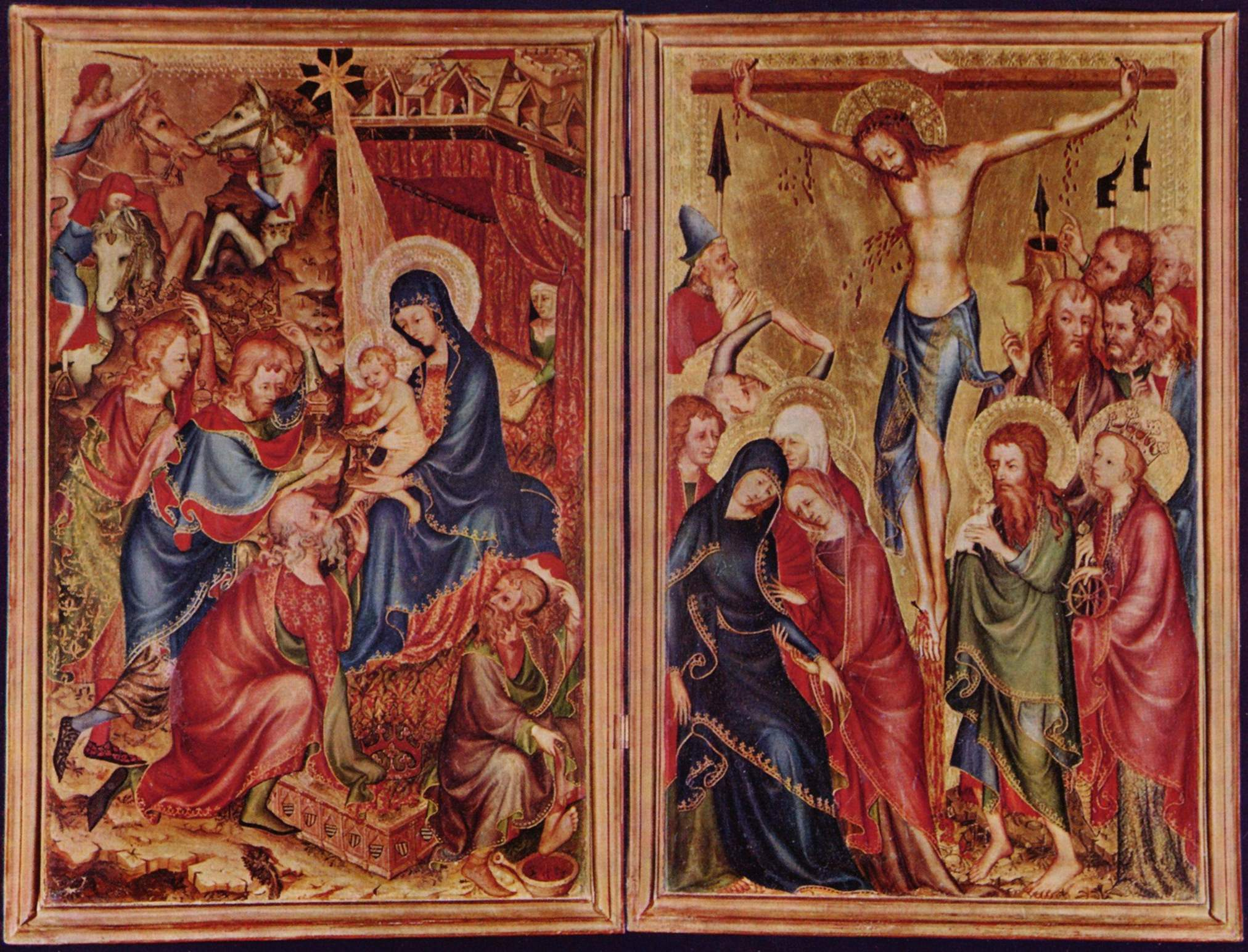
Französischer oder franko-flämischer Meister um 1350/60, Anbetung der Könige, Kreuzigung, Florenz, Bargello („Kleines Bargello-Diptychon“)

Als stilistischer Vorläufer des Malers des Baldachinaltars kann ein Reliquienaltar aus Nürnberg von etwa 1350 (Germanisches Nationalmuseum) gelten. Wesentlich präsenter sind aber vor allem die französischen oder franko-flämischen Einflüsse (siehe unten). In seiner Nachfolge stehen die Werke der Werkstatt der Klarenaltäre, die eine Reihe von kleinen Altären und Buchilluminationen um 1360 geschaffen haben, sowie der  Hochaltar von St. Jakob in Nürnberg von 1360/70.
Die Tafeln haben Einflüsse aus Prag, vor allem zu den heute zerstörten Wandbildern des Luxemburger-Stammbaums in Karlstein und den Fresken des Emmausklosters. Nürnberg und Prag waren durch Karl IV. eng verbunden. Karl IV., der aus Prag kam und ehemaliger König von Böhmen war, unterstützte als Kaiser des Heiligen Römischen Reiches Nürnberg stark.

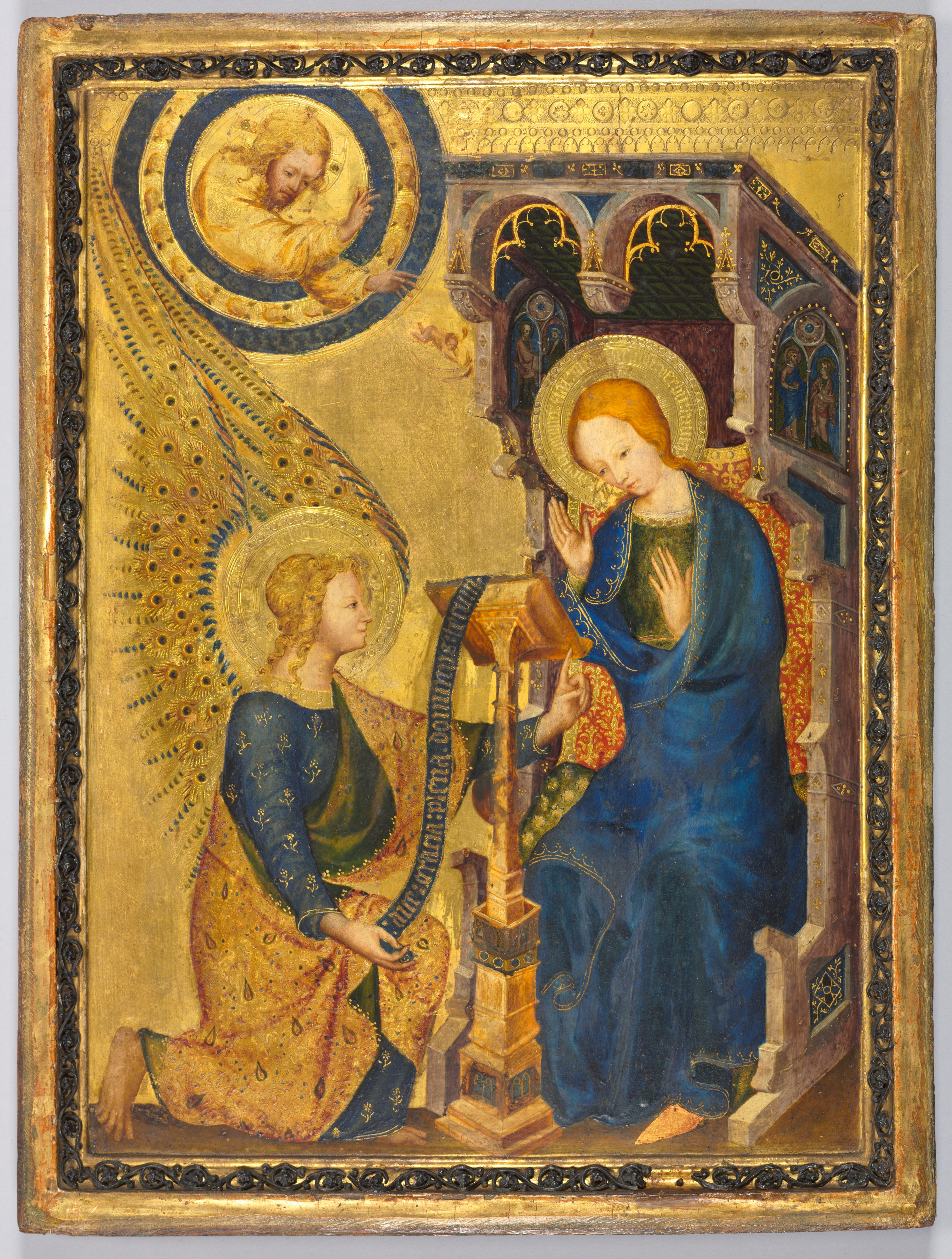
Französischer oder franko-flämischer Meister um 1350/60, Verkündigung, Cleveland, Museum of Art („Sachs-Verkündigung“)

Der Maler des Baldachinaltars hat allerdings auch Einflüsse von wichtigen französischen oder niederländischen Werken erhalten, die der Maler wohl im Original gesehen haben muss. Es handelt sich um Werke der Werkstatt, die die Sachs-Verkündigung und das Kleine Bargello-Diptychon gefertigt haben. Möglicherweise sind es sogar genau diese zwei erhaltenen Werke, die der Maler gekannt haben muss. Besonders die Gestaltung der Punzierungen und das Motiv der Pfauer-Flügel scheinen direkt aus diesen Werken entlehnt. Ebenso sind die Kopfformen und die Haltungen einiger Personen übernommen worden. Die Tafeln des Baldachinaltars können wohl als Vorläufer des Hochaltars von St. Jakob und der Klarenaltäre gesehen werden. Diese übernehmen nämlich Elemente aus der Sachs-Verkündigung und dem Kleinen Bargello-Diptychon, doch scheint diese Übernahme nur indirekt. Der Baldachinaltar könnte somit zum Ausgangspunkt der Verbreitung franko-flämischer Bildideen in Nürnberg geworden sein. Wie der Maler diese Werke allerdings zu Gesicht bekam, bleibt unklar. Möglicherweise reiste der Maler in den Westen oder wichtige westliche Werke befanden sich im Besitz seines Auftraggebers, der vermutlich der Kaiser oder seine nähere Umgebung war. Der Hof um Karl IV. unterhielt enge Beziehungen zu den französischen und niederländischen Höfen.

## Provenienz
Josef erkennt in Maria die Mutter Gottes / Schmerzensmann, obere Hälfte: 1821 von den Staatlichen Museen erworben mit der Berliner Sammlung des englischen Kaufmanns Edward Solly.
Marienkrönung / Kreuztragender Christus, obere Hälfte: angeblich Herrn Delamotte-Fouquet, Kunsthändler, Paris (lt. Versteigerung 1862); 1852 in der Sammlung des Stadtbaumeisters Johann Peter Weyer in Köln; 25. August 1862 in der Sammlung Weyer versteigert bei Heberle (Lempertz), Köln, Nr. 101, 1871 in der Hohenzollerschen Sammlung Sigmaringen, Nr. 183; 1928 aus der Sammlung Sigmaringen für die Städtische Galerie erworben.
Stigmatisation des hl. Franziskus / Schmerzensmann, untere Hälfte: 1994 vom Deutschen Historischen Museum aus dem Kunsthandel erworben.